# Цуканова, Ольга Ивановна
Ольга Ивановна Цуканова (Аникеева) (14 июля 1917, Московская губерния — 19 августа 2002, Горки-2, Московская область) — передовик советского сельского хозяйства, доярка подсобного хозяйства «Горки-II» Звенигородского района Московской области, Герой Социалистического Труда (1953).

## Биография
Родилась в 1917 году на территории современной Московской области в семье крестьянина. Прошла обучение в начальной школе, трудоустроилась в сельском хозяйстве. Во время Великой Отечественной войны, в 1943 году, после возвращения общественного стада из эвакуации, трудоустроилась на работу дояркой в старейший Подмосковный совхоз «Горки-2» Звенигородского района Московской области. Без отрыва от производства посещала трёхгодичные курсы животноводов, которые раз в неделю проводились для работников совхоза в кабинете зоотехника.
В 1948 году была введена двухсменная организация труда. За доярками Аникеевой и Фроловой было закреплено 20 коров. В 1952 году передовые доярки достигли высоких производственных результатов, сумев получить от каждой из шестнадцати закреплённых коров по 5921 килограмму молока с содержанием 213 килограммов молочного жира от каждой коровы в среднем за год.
За достижение высоких показателей в животноводстве в 1952 году, Указом Президиума Верховного Совета СССР от 19 декабря 1953 года Ольге Ивановне Аникеевой было присвоено звание Героя Социалистического Труда с вручением ордена Ленина и золотой медали «Серп и Молот».
В дальнейшем продолжала трудовую деятельность, показывала высокие резульататы в труде. Вышла замуж и поменяла фамилию на Цуканова. В 1969 году вышла на заслуженный отдых, являлась пенсионером всесоюзного значения.
Проживала в посёлке Горки-2 Одинцовского района Московской области. Умерла 19 августа 2002 года.

## Награды
За трудовые успехи удостоен:
- золотая звезда «Серп и Молот» (19.12.1953),
- орден Ленина (19.12.1953),
- другие медали.